# I afton dans-93
I afton dans-93 är ett album inspelad från radioprogrammet I afton dans som sändes från Sundspärlan i Helsingborg 27 mars 1993 med Nickers (Lill-Nickes). På inspelningen medverkar, Lars Johnsson:sång, saxofon och klaviatur, Dan Larsson:bas, Michael Sandberg:kompgitarr och sång, Ove Olander:trummor och sång, Jörgen Elonsson:elgitarr och steelguitar.

## Låtlista
Sida 1
1. Lyckan kommer, lyckan går (Tommy Gunnarsson/Elisabeth Lord)
2. Return to sender (O.Blackwell/W.Scott)
3. En gammal sjöman (Bert Månson)
4. Du är min längtan (Rose-Marie Stråhle)
5. Inga mörka moln (Rose-Marie Stråhle)
6. För din skull (A.Wikström)
7. Ticket to heaven (Mark Knopfler)

Sida 2
1. Good luck charm (A.Schroeder/W.Gold)
2. All shook up (O.Blackwell/Elvis Presley)
3. Kärleken vinner (Michael Sandberg)
4. När kärleken slår till (Jonny Thunqvist/K.Svenling)
5. Danskungen (Lars Johnsson)
6. Över hav och land (B.Johansson)
7. The birds and the bees (H.Newman/B.Stuart)
8. Bara en dröm (Bert Månson)